# Blindseite

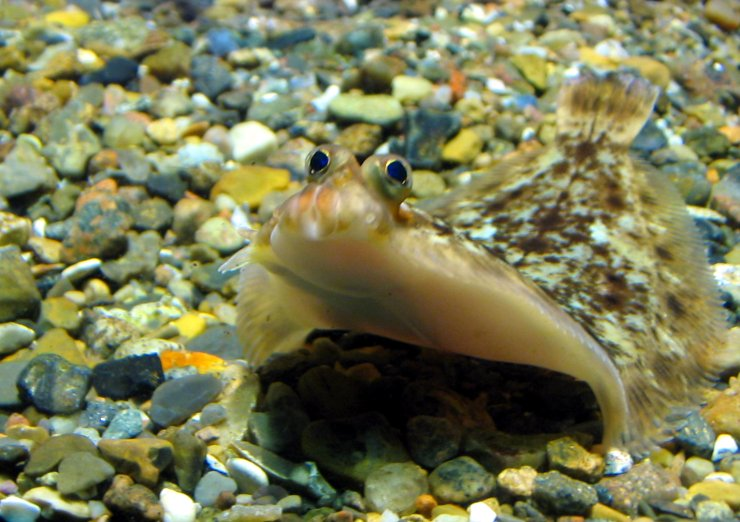
Halb aufgerichteter Plattfisch, gut erkennbar ist der Unterschied zwischen Augen- und Blindseite

Die Blindseite bezeichnet bei Plattfischen (Pleuronectiformes) die Körperseite, mit der die Tiere auf dem Meeresboden liegen. Diese besitzt im Gegensatz zur Augenseite keine Augen, da diese während der Metamorphose auf eine Körperseite gewandert sind. Im Gegensatz zur meist dunklen und dem Meeresboden angepassten Augenseite ist die Blindseite im Regelfall hell und nur durch einzelne Flecken gezeichnet.